# جامعة لويفيل
جامعة لويفيل (بالإنجليزية: University of Louisville)‏ هي جامعة عامة في مدينة لويفيل بولاية كنتاكي الأمريكية، وهي عضو في منظومة جامعة ولاية كنتاكي.
أُسست سنة 1798، وكانت وقتها أول جامعة عامة مملوكة لمدينة في الولايات المتحدة الأمريكية، وواحدة من أوائل الجامعات الرسمية في المنطقة الواقعة إلى الغرب من جبال أليغيني.
يدرس بجامعة لويفيل طلاب ينتمون إلى 118 من محافظات ولاية كنتاكي المائة والعشرين، إلى جانب طلاب من جميع ولايات الولايات المتحدة الأمريكية، وطلاب من 116 دولة أجنبية.

## طلاب وخريجون بارزون
- توماس لي جج: حاكم مونتانا الثامن عشر.[9]
- جون أ لوجان: جنرال اتحادي أمريكي في الحرب الأهلية ثم عضو بمجلس الشيوخ عن ولاية إلينوي. حصل على درجة الدكتوراه في القانون من الجامعة سنة 1851.[10]
- جيمس إدواردز: وزير طاقة أمريكي سابق، وحاكم سابق لولاية كارولاينا الجنوبية. حصل على شهادة دكتور في طب الأسنان من الجامعة سنة 1955.[11]
- جيمس غيلبرت باكر: عالم فيزياء فلكية أمريكي، حاصل على الجائزة الرئاسية للاستحقاق.
- ديان سوير: التحقت بكلية الحقوق ولكنها لم تكمل دراستها بها.[12]
- مارشا نورمان: كاتبة مسرحية حائزة على جائزتي بوليتزر وتوني. حصلت على درجة البكالوريوس في الآداب من الجامعة سنة 1969.[13]
- هنري دروري هاتفيلد: عضو سابق بمجلس الشيوخ الأمريكي وحاكم سابق لولاية وست فرجينيا. حصل على شهادة دكتور في طب الأسنان من الجامعة سنة 1900.[14]

## معرض صور

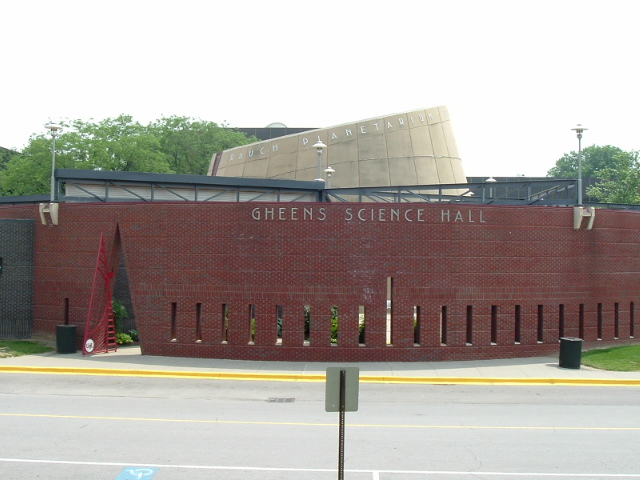
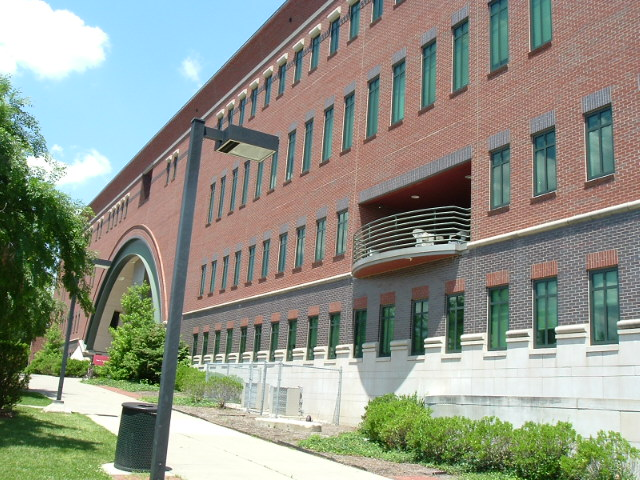
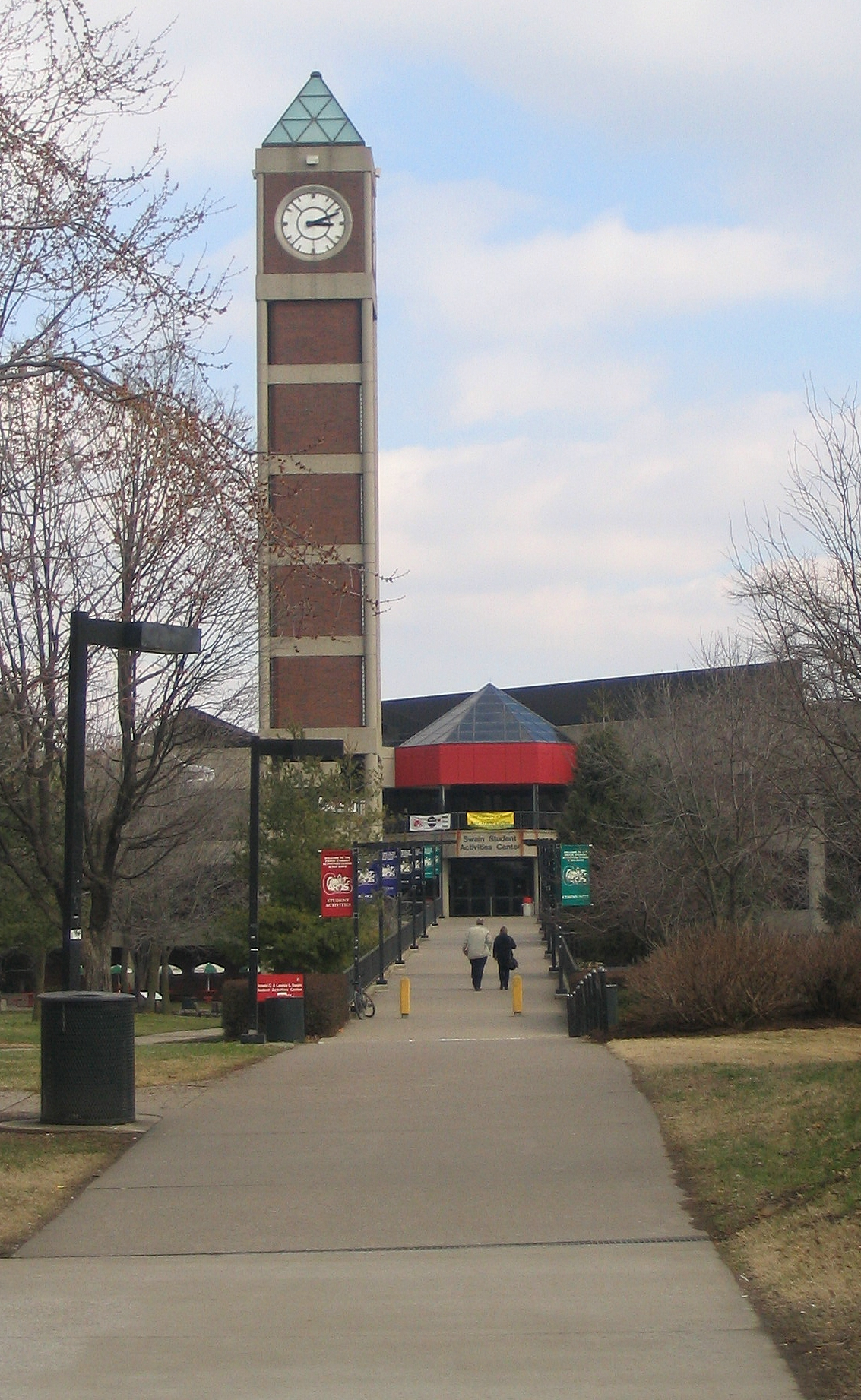
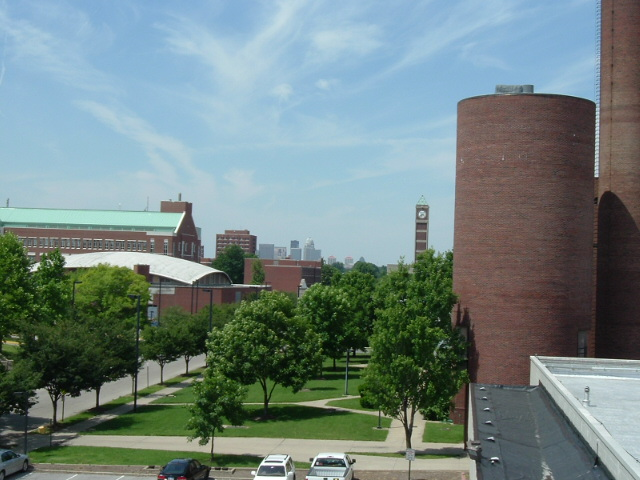

## أساتذة بارزون
- روبرت أكلاند.[15]